# 마드리드 CFF
마드리드 클루브 데 푸트볼 페메니노(스페인어: Madrid Club de Fútbol Femenino, 약칭 마드리드 CFF(Madrid CFF))는 스페인의 산세바스티안데로스레예스를 연고로 하는 여자 축구 클럽으로 2010년에 설립되었으며 현재 스페인의 최상위 여자 축구 리그인 리가 F에 참가하고 있다.

## 개요
2019-20 시즌을 앞두고 민성훈 코치가 한국 축구 지도자로는 최초로 유럽 성인 1부 리그팀에 영입됐다. 이후 겨울 이적 시즌에는 대한민국 여자 국가대표팀 출신 장슬기가 한국 여자 축구 선수로는 최초로 스페인 프로 무대에 입성했었다.

## 역사
2010년에 창단된 이후에 2010-11 시즌부터 스페인의 여자 축구 5부 리그인 디비시오네스 레히오날레스(Divisiones Regionales) 마드리드 리그에 참가했으며 2011-12 디비시오네스 레히오날레스 시즌에서 1위를 차지하여 스페인의 여자 축구 4부 리그인 디비시오네스 프레페렌테(Divisiones Preferente) 마드리드 리그로 승격되었다.
2012-13 디비시오네스 프레페렌테 마드리드 리그에서 2위를 차지하여 세군다 디비시온(Segunda División)으로 승격되었다. 2013-14 시즌부터 세군다 디비시온 5조에 참가했지만 승격에 실패하면서 세군다 디비시온에 계속 남아 있었다. 2016-17 세군다 디비시온 시즌에서 5조 1위를 차지한 다음에 승격 플레이오프에서 1위를 차지하여 프리메라 디비시온으로 승격되었다.